# Byron Camilleri
Byron Camilleri est un avocat et homme politique maltais du Parti travailliste siégeant au Parlement de Malte depuis 2017 et ministre de l'Intérieur depuis 2020. Il est maire de Fgura de 2010 à 2017.

## Carrière politique
Il est élu à la treizième législature de Malte lors des élections générales maltaises de 2017 et sert de 2017 à 2022, et est réélu lors des élections générales maltaises de 2022 pour siéger à la quatorzième législature de Malte. Il est whip du gouvernement entre 2017 et 2020, date à laquelle Robert Abela le nomme ministre de l'Intérieur, de l'Application de la loi et de la Sécurité nationale. Après les élections générales maltaises de 2022, il est reconduit par le Premier ministre Robert Abela au poste de ministre de l'Intérieur, mais avec des responsabilités supplémentaires, comme ministre de l’Intérieur, de la Sécurité, des Réformes et de l’Égalité.